# Sjundeå
Sjundeå (finsk: Siuntio, svensk: Sjundeå) er en kommune, der ligger 4 mil vest for Helsingfors i landskabet Nyland i Finland. Sjundeå grænser til kommunerne Kyrkslätt, Ingå, Lojo og Vichtis. Kommunen har 6198 indbyggere og et areal på 266,11 km². Sjundeå er tosproget med finsk som majoritetssprog og svensk som minoritetssprog. Lidt under en tredjedel (30,0%) af indbyggerne taler svensk. Kommunen havde dog en svensk majoritet indtil 1970'erne.
Området har været beboet siden stenalderen, og på Krejansberget er der bevaret fem gravhøje fra bronzealderen. Sjundeå nævnes allerede i 1382 i et gavebrev. Omtrent 25% af Sjundeå kommunes landområde tilhørte Porkalaområdet, som blev lejet af Sovjetunionen som en del af våbenhvileaftalen mellem 1944 og 1955.